# Hedekas
Hedekas is een plaats in de gemeente Munkedal in het landschap Bohuslän en de provincie Västra Götalands län in Zweden. De plaats heeft 378 inwoners (2005) en een oppervlakte van 69 hectare.